# Китовидкоподобные
Китовидкоподобные (лат. Cetomimoidea) — надсемейство лучепёрых рыб отряда бериксообразных, включающее семейства китовидковых, барбурисиевых и ронделетиевых. Ранее включали в расформированный отряд Cetomimiformes.

## Описание
Тело китообразное. Рот большой и сильно растяжимый. Глаза хорошо развиты или дегенерированы. Могут заглатывать относительно крупных рыб. Встречаются на глубинах от 500 до 2000 метров.
У представителей семейства китовидковых нет глаз и брюшных плавников. Вместо глаз у них только пигментные пятна, к которым подходят глазные нервы. Вероятно, это позволяет видеть свет. Зубы мелкие, но многочисленные, расположены в несколько рядов. На боковой линии заметные круглые поры.
Барбурисиевые и ронделетиевые, в отличие от китовидковых, имеют глаза и брюшные плавники.

## История изучения
В 1985 году рыбаки впервые поймали самку китовидки. Долгое время учёные крайне мало знали об этой рыбе, и её выделили в отдельный отряд Cetomimiformes.
В менее глубоких водах (200—550 м) были открыты маленькие рыбки мирапинны (до 1,5 см), имеющие червеобразную форму тела и покрытые ядовитыми волосками. Семейство мирапинновых отнесли к тому же отряду Cetomimiformes, но к другому подотряду.
Третьи же рыбы — мегаломиктеры (6 см) — не имеют ротового отверстия, а питаются полупереваренным «бульоном». Понятно, что он должен накапливаться на личиночной стадии.
В 2012 году учёные выяснили, что мирапинны — это личинки, китовидки — самки, а мегаломиктеры — самцы одного и того же вида. Таким образом, семейства мирапинновых и мегаломиктеровых были расформированы, а семейство китовидковых, куда был отнесён вид, перенесли в отряд бериксообразных.

## Классификация
В состав надсемейства включают три семейства с 11 родами и 24 видами: